# النكت الوفية بما في شرح الألفية
النكت الوفية بما في شرح الألفية هو كتاب في شرح ألفية الإمام عبد الرحيم العراقي في علم الحديث , ألفه الإمام برهان الدين البقاعي (809-885) , الكتاب عباره عن فوائد وتحقيقات مقنه ونادره لالفية العراقي , ولكن برهان الدين لم يكملها بل وقف عند نصفها .
قال الإمام برهان الدين البقاعي في مقدمة كتابه:
| النكت الوفية بما في شرح الألفية | أما بعد فهذه فوائد ونكت وأبحاث , تتعلق بالألفيّة الحديثية وبشرحها, كلاهما لشيخ الحفاظ زين الدين أبي الفضل عبد الرحيم بن الحسين العراقي, سقى الله عهده وثراه في مصطلح الحديث , قيدت فيها ما استفدته من تحقيق تلميذه شيخنا شيخ الإسلام حافظ العصر , أبي الفضل شهاب الدين, أحمد بن علي بن حجر الكناني العسقلاني , ثم المصري الشافعي , قاضي القضاة بالديار المصرية أيام سماعي لبحثها عليه , بارك الله في حياته , وأدام عموم النَّفع ببركاته, سميتها:النّكت الوفيّة بما في شرح الألفية. واعلَم أن ما كان فيها من بحثي صدرته في الغالب بـ:قلت , وختمته بقولي:والله أعلم , وما نقلته عن غير شيخنا من بعض الكتب , عزته إليه, وما عدا ذلك وهو جل الأمر فهو من كلام شيخنا , فإن كان من بحثي فإني عبّرت عنه بعد انفصالي عن مكان الدرس بحسب فهمي , وإن كان ناقل له فإني كتبت اسم المنقول عنه من لفظه في الحال, وعبَّرتُ عن مقوله كما تقدم, فإن ظفرت بمخالفة لشيء من ذلك عمن هو أوثق مني, فقد علمت عُذري , وأما الاعتذار عن شيخنا فهو أن النقلَ حالة الماكرة قد يُتساهل فيه, واله الموفق | النكت الوفية بما في شرح الألفية |

أهم السمات ومعالم المنهج الذي سار الإمام برهان الدين البقاعي الشرح عليه:
1. تضمن الكتاب اعتراضات على بعض الأبيات الشعرية من ألفية الإمام عبد الرحيم العراقي , موردا ما يراه أولى بالنظم وأتم للفائدة وأشمل.
2. لم يتقيد العلامة البقاعي بحرفية النقل حينما ينقل من الكتب الأخرى مستدلا بهذه النقول أو موضّحا لرأيٍ أو عبارة , بل تصرف في كثير من الأحيان , ولكن مع المحافظة على روح النصّ والتقيد بمعناه , وكثيرا ما كان يصرح بذلك عقب انتهاء نقله.
3. نقل برهان الدين البقاعي كثيرا من الفوائد العلميّة في علم مصطلح الحديث ومناهج المحدثين عن شيخه الحافظ ابن حجر العسقلاني , وبعضها لا يوجد عند غير البقاعي.
4. أورد العلامة البقاعي في الكتاب ذكرا لكثير من نوادر الكتب والتي لم تصل إلينا لسببٍ ما , ناقلا منها عبارات متنوّعة , واصفا بعضها بأبرز سماتها وموضحا أثرها العلمي.
5. تكررت في كتابه عبارة: وبخطّ بعض أصحابنا , و قال بعض أصحابنا , و قال صاحبنا . وقد أبهم فيها اسم من نقل عنه , وفي بعض الأماكن يترجح أنه أراد السخاوي , ولعله أبهمه لما حصل بينهما من جفوة.
6. رد في كتابه على كثير من الاعتراضات التي اعترِض فيها على ابن الصلاح في كتابه معرفة أنواع علوم الحديث.
7. تعقب شيخه الحافظ ابن حجر في عدة مواطن من هذا المتاب بعد أن نقل رأيه في بعض المسائل.
8. استطرد كثيرا في ذكر الفوائد اللغوية والبلاغية , واخذ ينقل الكثير من العبارات من معاجم اللغة والغريب , مبيّنا وموضحا لما استعجم أو أُبهم من الكلمات أو العبارات .
9. ذكر بعض الفوائد الأصولية , والقواعد الفقهية.
10. أورد برهان الدين البقاعي في الكتاب بعض العبارات المنطقية.